# Ибрагимово (Кушнаренковский район)
Ибрагимово (баш. Ибраһим) — деревня в Кушнаренковском районе Республики Башкортостан Российской Федерации. Входит в состав Старокурмашевского сельсовета. 

## География

### Географическое положение
Расстояние до:
- районного центра (Кушнаренково): 19 км,
- центра сельсовета (Старокурмашево): 13 км,
- ближайшей ж/д станции (Уфа): 77 км.

## Население
| 2002 | 2009 | 2010 |
| ---- | ---- | ---- |
| 155  | ↗156 | ↘128 |

Национальный состав
Согласно переписи 2002 года, преобладающая национальность — татары (84 %).